# Deutscher Engagementpreis

Logo des Engagementpreises

Der Deutsche Engagementpreis ist eine bundesweite Auszeichnung und der wichtigste Preis für freiwilliges Engagement, der jedes Jahr um den Internationalen Tag des Ehrenamtes am 5. Dezember in Berlin verliehen wird. Vergeben wird der Deutsche Engagementpreis 2024 erstmalig durch die Deutsche Stiftung für Engagement und Ehrenamt, die die Trägerschaft vom Bündnis für Gemeinnützigkeit und dem Bundesverband Deutscher Stiftungen übernommen hat.

## Wettbewerb
Für den Deutschen Engagementpreis können ausschließlich Preisträger:innen der rund 650 Wettbewerbe und Preise für bürgerschaftliches Engagement in der Bundesrepublik Deutschland nominiert werden. Deren Auszeichnung muss den Kriterien des Deutschen Engagementpreises entsprechen, u. a. sollten Preistragende der Bürger- und Engagementpreise durch eine unabhängige Jury benannt worden sein. Eine Eigenbewerbung von engagierten und ehrenamtlich aktiven Menschen ist nicht möglich.

### Inhaltliche Kriterien für Nominierungen
Die ausgezeichneten Personen und Organisationen (z. B. Vereine, Kommunen, Stiftungen, Unternehmen, Schulen) werden dahingehend überprüft, ob ihr Engagement der Definition von bürgerschaftlichem Engagement entspricht, welche die Enquete-Kommission des Deutschen Bundestages im Jahr 2002 erstellt hat, oder sie bürgerschaftliches Engagement im Sinne dieser Definition fördern:
1. Bürgerschaftliches Engagement ist freiwillig.
2. Bürgerengagement ist nicht auf materiellen Gewinn ausgerichtet und ganz überwiegend unentgeltlich.
3. Mindestens ein Effekt des bürgerschaftlichen Engagements muss ein positiver Effekt für Dritte sein, es muss also gemeinwohlorientiert sein.
4. Bürgerengagement ist öffentlich, bzw. findet im öffentlichen Raum statt.
5. In der Regel wird bürgerschaftliches Engagement gemeinschaftlich, bzw. kooperativ ausgeübt. Es umfasst also nicht nur das Engagement im Sinne des traditionellen Ehrenamtes, wie es am Häufigsten im Verein vorkommt.

Bürgerschaftliches Engagement ist somit immer die Investition von zeitlichen, materiellen und/oder finanziellen Ressourcen, die der Stärkung des gesellschaftlichen Zusammenhalts dienen, am Gemeinwohl orientiert sind sowie zu einer Verbesserung von gesellschaftlichen Problemlagen beitragen.
Bestimmte Kriterien (z. B. Ausrichtung auf materiellen Gewinn) können einen Ausschlussgrund darstellen. Das Projektbüro gemeinsam mit den Förderern des Deutschen Engagementpreises behält sich eine Entscheidung darüber in Zweifelsfällen vor.
Die Verleihung des Deutschen Engagementpreises erfolgt auf dem Boden der freiheitlich-demokratischen Grundordnung der in den Grundrechten zum Ausdruck kommenden Werte und des Rechtsstaats. Preisausrichter sind gehalten, dies neben den fachlichen Kriterien bei der Nominierung ihrer Vorschläge für den Deutschen Engagementpreis zu beachten. Von der Teilnahme am Deutschen Engagementpreis kann ausgeschlossen werden, wer diese Werte und Regeln verletzt.

## Kategorien
Der Deutsche Engagementpreis wird derzeit in fünf Kategorien sowie per Publikumspreis verliehen: „Leben bewahren“, „Chancen schaffen“, „Zusammenhalt leben“, „Grenzen überwinden“ und „Demokratie stärken“. Über den Publikumspreis entscheidet die Bevölkerung in einem öffentlichen Online-Voting.

## Datenbanken Preiselandschaft und Engagiertensuche
Auf der Website des Deutschen Engagementpreises findet sich die Datenbank Preiselandschaft, die Informationen zu mehr als 700 regionalen und bundesweiten Preisen für freiwilliges Engagement bereithält. In der Engagiertensuche sind ausgezeichnete Engagementinitiativen porträtiert, die für den Deutschen Engagementpreis nominiert wurden, und eine Übersicht über Best-Practice-Beispiele zu freiwilligem Engagement gibt.

## Initiator und Förderer
Initiator des Deutschen Engagementpreises ist das Bündnis für Gemeinnützigkeit, ein Zusammenschluss von großen Dachverbänden und unabhängigen Organisationen des Dritten Sektors sowie von Experten und Wissenschaftlern. Das Projekt Deutscher Engagementpreis war von 2009 bis 2023 beim Bundesverband Deutscher Stiftungen angesiedelt.
Seit 2024 richtet die Deutsche Stiftung für Engagement und Ehrenamt den Preis aus. Förderer des Deutschen Engagementpreises ist das Bundesministerium für Familie, Senioren, Frauen und Jugend.

## Geschichte
Der Deutsche Engagementpreis wurde erstmals 2009 im Rahmen der Kampagne „Geben gibt.“ mit dem Ziel ausgelobt, die Anerkennungskultur für freiwilliges Engagement in Deutschland zu stärken. Engagierte Personen, Organisationen und Unternehmen sowie engagementfördernde Kommunen konnten von anderen Menschen oder Organisationen für den Preis vorgeschlagen werden.
Von 2010 bis 2014 wurde der Preis in den Kategorien „Politik & Verwaltung“, „Wirtschaft“, „Gemeinnütziger Dritter Sektor“, „Einzelperson“ „Publikumspreis“ sowie einer jährlich wechselnden Schwerpunktkategorie vergeben.
Mit einer Weiterentwicklung des Preises ab 2015 zum Dachpreis für freiwilliges Engagement rückt der Deutsche Engagementpreis die bestehende Auszeichnungsvielfalt für freiwilliges Engagement in den Fokus. Durch die Zusammenarbeit mit den Ausrichtern der zahlreichen Engagement- und Bürgerpreise soll ganzjährig die Anerkennungskultur für freiwilliges Engagement gestärkt werden.

## Bisherige Preisträger

### 2009
Mitwirkende bei der Preisverleihung u. a. Alfred Biolek, Eckart von Hirschhausen, Dietmar Meister, Ronny Ziesmer, Walter Sittler
- Kategorie Dritter Sektor: Grünen Damen und Herren der Evangelischen Krankenhaus-Hilfe e. V. (EKH)
- Kategorie Politik & Verwaltung: Bürgerkommune Nürtingen
- Kategorie Einzelperson: Günter Bechtold für sein Projekt Fußball baut Brücken
- Kategorie Sozialunternehmen (statt Kategorie Wirtschaft): Katja Urbatsch für ihre Initiative ArbeiterKind.de
- Kategorie Publikumspreis: Sozialhelden

### 2010
Mitwirkende bei der Preisverleihung u. a. Kristina Schröder, Dunja Hayali, Dietmar Meister Stefan Klein, Dirk Roßmann, Sara Nuru, Bas Böttcher
- Kategorie Dritter Sektor: Bundesverband Menschen in Insolvenz und neue Chancen e. V. (BV Inso)
- Kategorie Politik & Verwaltung: Stadt Arnsberg
- Kategorie Einzelperson: Kazim Erdogan, Initiator der Initiative „Aufbruch Neukölln e. V.“
- Kategorie Wirtschaft: die Zeitung B.Z. mit ihrem Projekt „Berliner Helden“
- Kategorie Jugendengagement: Schüler Helfen Leben
- Kategorie Publikumspreis: Ali Dogan, Bund der Alevitischen Jugendlichen in Deutschland (BDAJ)

### 2011
Mitwirkende bei der Preisverleihung u. a. Kristina Schröder, Stefan Rupp, Cosma Shiva Hagen, Bilkay Öney, Sarah Wiener, Johannes Stockmeier, Daniela Ziegler, die 17 Hippies
- Kategorie Politik & Verwaltung: Stadt Augsburg – Büro für Bürgerschaftliches Engagement mit dem Bündnis für Augsburg
- Kategorie Dritter Sektor: Initiative Arbeit durch Management / PATENMODELL
- Kategorie Einzelperson: Heinz Frey – DORV-Zentrum GmbH
- Kategorie Wirtschaft: Robert Bosch GmbH – Türkisches Forum bei Bosch
- Kategorie Engagement von Älteren: Bundesverband Seniorpartner in School e. V.
- Kategorie Publikumspreis: abgeordnetenwatch.de

### 2012
Mitwirkende bei der Preisverleihung u. a. Ulrich Khuon, Anja Heyde, Heribert Prantl, Lutz Stroppe, Tessa Mittelstaedt, Michael Hüther, Nina Eichinger, David Pereira, Lasse Samström
- Kategorie Politik & Verwaltung: Stadt Pirmasens – Verbesserung der lokalen Bildungslandschaft
- Kategorie Einzelperson: Jürgen Ludwig – Engagement in der Interessengemeinschaft Stadtökologie Arnstadt e. V.
- Kategorie Wirtschaft: RWE – COMPANiUS-Initiative
- Kategorie Dritter Sektor: KICKFAIR e. V.
- Generali-Sonderpreis für Rückgrat: Interessengemeinschaft Golzheim aktiv
- Kategorie Engagement vor Ort: ZiP – Zusammen in Parchim
- Kategorie Publikumspreis: Storch Heinar

### 2013
Mitwirkende bei der Preisverleihung u. a. Kristina Schröder, Mitri Sirin, Bernhard Wolff, Miriam Pielhau, Georgette Dee, Christoph Schüchner, Sommer Ulrickson, Marie-Lou Sellem, Hildigund Neubert, Hans Fleisch, Gregor Wollny, Andreas Hoppe
- Kategorie Politik & Verwaltung: Gemeinde Riegel – Initiative BEreit
- Kategorie Einzelperson: Rosi Gollmann – Gründerin der Andheri-Hilfe Bonn
- Kategorie Wirtschaft: Alfred Kiess GmbH
- Kategorie Dritter Sektor: Deutscher Wanderverband
- Sonderpreise für bürgerschaftlichen Einsatz während der Hochwasserkatastrophe an: Deggendorf räumt auf, den Frauenverein Maxi und das Mehrgenerationenhaus Grimma
- Kategorie Gemeinsam wirken – mit Kooperationen Brücken bauen: Deutsches Bündnis gegen Depression
- Kategorie Publikumspreis: Ingenieure ohne Grenzen

### 2014
Mitwirkende bei der Preisverleihung u. a. Manuela Schwesig, Miriam Pielhau, Die Razzzones, Jutta Allmendinger, Bodecker & Neander, Sophie Rosentreter, Henning Scherf, Claus Stötter, Cloozy, Susanne Daubner, Kristina Läsker
- Kategorie Politik & Verwaltung: Landeshauptstadt Hannover – Projekt Lesementoring
- Kategorie Einzelperson: Helga Rohra, Demenz-Aktivistin
- Kategorie Wirtschaft: JÄGER DIREKT, Jäger Fischer GmbH & Co KG
- Kategorie Dritter Sektor: Maximilian-Kolbe-Werk e. V. – „Demokratieerziehung an sächsischen Schulen durch Zeitzeugengespräche mit Überlebenden des NS-Regimes“
- Schwerpunktkategorie 2014 Miteinander der Generationen: Generationsbrücke Deutschland
- Kategorie Publikumspreis: Der Kleine Nazareno e. V., Hilfsprojekt für Straßenkinder in Brasilien[11]

### 2015
Mitwirkende bei der Preisverleihung u. a. Manuela Schwesig, Gabi Bauer, Teresa Enke, Dieter Hallervorden, Brigitte Mohn, Gesine Schwan, Jonas Pawelski, Sebastian Turner, Gabor Vosteen, ALFONS Emmanuel Peterfalvi, Jakob Vonau, Sarah Perl, Saskia von Winterfeld
- Kategorie Chancen schaffen: gemeinnützige Perspektiva GmbH
- Kategorie Grenzen überwinden: Grand méchant loup – Böser Wolf
- Kategorie Leben bewahren: Arbeitskreis Leben mit dem Projekt Youth-Life-Line (Online-Jugendberatung)
- Kategorie Demokratie stärken: Menschenrechtszentrum Cottbus e. V.
- Kategorie Generationen verbinden: Integrative Montessori-Schule an der Balanstraße mit dem Projekt WERKSTATT DER GENERATIONEN
- Publikumspreis: Kinder- und Jugendcircus Blamage e. V.
- Sonderpreis Willkommenskultur gestalten: DAMF -Deutschkurse Asyl Migration Flucht

### 2016
Mitwirkende bei der Preisverleihung u. a. Manuela Schwesig, Natalia Wörner, Dr. Gerhard Timm, Regina Halmich, Matthias Schulz, Jutta Speidel, Rita Süssmuth, Masud Akbarzadeh, Andreas Wessels, Halves Project, Annett Renneberg, Spacegirls und Jiří Bubeníček.
- Kategorie Chancen schaffen: SchlaU-Schule, Trägerkreis Junge Flüchtlinge e. V.
- Kategorie Grenzen überwinden: „Zukunftslabor“ – Eine Initiative der Deutsche Kammerphilharmonie Bremen
- Kategorie Leben bewahren: Dunkelziffer e. V.
- Kategorie Demokratie stärken: Jugend hackt, Open Knowledge Foundation Deutschland e. V. und mediale pfade.org – Verein für Medienbildung
- Kategorie Generationen verbinden: Dörpschaft Witzin e. V.
- Publikumspreis: Einzelperson Marisa Schroth für Govinda e. V.

### 2017
Mitwirkende bei der Preisverleihung u. a. Katarina Barley, Andrea Timmesfeld, Christian Kipper, Gerhard Timm, Cacau, Marie-Luise Marjan, Harald Martenstein, Richy Müller, Susanne Pfab, Das niedersächsische Bach-Consortium, Nikolay Matev, Wasili Urbach, Martin Reinl, Georgette Dee und Terry Truck
- Kategorie Chancen schaffen: ElKiS – Eltern-Kita-Sprachmittler*innen, ein Projekt des Friedenskreis Halle e. V.
- Kategorie Grenzen überwinden: Datteltäter
- Kategorie Leben bewahren: Bürgerwerke eG
- Kategorie Demokratie stärken: Allianz gegen Rechtsextremismus in der Metropolregion Nürnberg
- Kategorie Generationen verbinden: Leinefischer im Netz, ein Projekt der Jugendhilfe Göttingen e. V.
- Publikumspreis: Dein Sternenkind

### 2018
Mitwirkende bei der Preisverleihung u. a. Franziska Giffey, Daniel Kroll, Richard Lutz, Pinar Atalay, Helga Inden-Heinrich, Oliver Mommsen, Saskia von Winterfeld, Claudia Kemfert, Esther Ofarim, Renske Endel, Mark Chaet, The Razzzones, The Coleopters
- Kategorie Chancen schaffen: „180 Grad Wende“ des Jugendbildungs- und Sozialwerk Goethe e. V.
- Kategorie Grenzen überwinden: Bundesverband behinderter Pflegekinder e. V.
- Kategorie Leben bewahren: Clean River Project e. V.
- Kategorie Demokratie stärken: Projekt „Wir schaffen das!“ an der Regionalen Schule „Rudolf Tarnow“ in Boizenburg der Politik-, Engagement- und Bildungsstiftung
- Kategorie Generationen verbinden: Silberpfoten – Für Senioren und ihre Tiere des Tierschutzvereins Stuttgart e. V.
- Publikumspreis: Moje Tieden – gegen Altersarmut von Frauen in Ostfriesland des Zonta Club Leer-Ostfriesland

### 2019
Mitwirkende bei der Preisverleihung u. a. Franziska Giffey, Nazan Gökdemir, Renan Demirkan, Niko Kappel, Mathias Mester, Christian Kipper, Richard Lutz, Grace Turner, Bohemian Noise Singer
- Kategorie Chancen schaffen: „Obdachlose zeigen Schülern ihr Berlin“ des querstadtein e. V.
- Kategorie Grenzen überwinden: CDS GmbH
- Kategorie Leben bewahren: „Mikroplastik – Gefahr aus dem Haushalt?!“ der Schülerinnen Leonie und Zoë Prillwitz sowie Aurélie Zimmermann
- Kategorie Demokratie stärken: ichbinhier e. V.
- Kategorie Generationen verbinden: Tausche Bildung für Wohnen e. V.
- Publikumspreis: Soko Tierschutz
- Sonderpreis: Ostritzer Friedensfestinitiative

### 2020
Mitwirkende bei der Preisverleihung u. a. Franziska Giffey, Christian Kipper, Gerald Asamoah, Elke Büdenbender, Burkhard Wilke und Moderatorin Jana Pareigis.
- Kategorie Chancen schaffen: Gefangene helfen Jugendlichen e. V.
- Kategorie Grenzen überwinden: Bashar Hassoun und FREEARTUS
- Kategorie Leben bewahren: Wolfsträne e. V.
- Kategorie Demokratie stärken: Meet a Jew
- Kategorie Generationen verbinden: Die Platte lebt e. V.
- Publikumspreis: Tommy nicht allein – die Kliniknannys

### 2021
Mitwirkende bei der Preisverleihung u. a. Nursemin Sönmez, Daniel Kroll, Lan Böhm, Christine Lambrecht, Cameron Carpenter, Richard Lutz, Raúl Krauthausen und Moderatorin Jana Pareigis.
- Kategorie Chancen schaffen: Vorbilder – Future of Ghana Germany e. V.
- Kategorie Grenzen überwinden: Breathe in Break out
- Kategorie Leben bewahren: AMSOC e. V. – Patenschaften für Kinder psychisch erkrankter Eltern
- Kategorie Demokratie stärken: Zivilcourage für ALLE e. V.
- Kategorie Generationen verbinden: Förderverein Romanusbad Siebenlehn e. V.
- Publikumspreis: Expedition Grundeinkommen e. V.
- Sonderpreis der Jury für Engagement in der Coronapandemie: Lern-Fair von Corona School e. V.

### 2022
Mitwirkende bei der Preisverleihung u. a. Bundesfamilienministerin Lisa Paus, Sebastian Krumbiegel, Marina Weisband, Richard Lutz, Mirko Drotschmann, Maïmouna Ouattara, Jan Spekker, Robeat und Moderatorin Aline Abboud.
- Kategorie Chancen schaffen: Africademics
- Kategorie Grenzen überwinden: Über den Tellerrand
- Kategorie Leben bewahren: Paul Goldschmidt
- Kategorie Demokratie stärken: Pinkstinks Germany e. V.
- Kategorie Zusammenhalt leben: Kinderbürgermeisterinnen Thalheim/Erzgebirge
- Publikumspreis: Marcel Wilhelm
- Sonderpreis der Jury für Engagement bei der Hochwasserkatastrophe im Ahrtal: Wäller Helfen e. V.

### 2023
Mitwirkende bei der Preisverleihung u. a. Lisa Paus, Richard Lutz, Christian Kipper, Jan Holze, Verena Bentele, Alisa Podolyak und Florian Schöne.
- Kategorie Chancen schaffen: Kopfsachen e. V., Verein zur Förderung der mentalen Gesundheit junger Menschen
- Kategorie Grenzen überwinden: Café kaputt, Reparaturcafé des Vereins leben.lernen.leipzig
- Kategorie Leben bewahren: Rette sich wer´s kann, Projekt des DRK in Mecklenburg-Vorpommern für Kita-Schwimmunterricht
- Kategorie Demokratie stärken: Mut machen! Steele bleibt bunt, Bürgerbündnis gegen Rechtsextremismus
- Kategorie Zusammenhalt leben: metro polis e. V., Dresdner Gesprächsprojekt in der Straßenbahn
- Publikumspreis: Simone Schmidt, Vorsitzende der Rehkitz- und Tierhilfe Franken, und Jägerschaft des Landkreises Verden e. V., Naturschutzverein
- Sonderpreis der Jury: Medizinhilfe Karpato-Ukraine, Initiative für medizinische Basisversorgung in der Ukraine

### 2024
Mitwirkende bei der Preisverleihung, die am 9. Dezember 2024 im Silent Green Kulturquartier in Berlin stattfand, waren u. a. Verena Bentele, Gülcan Çetin, Maja Göpel, Jan Holze, Lisa Paus, Katarina Peranić, Ludwig Trepte, Sinfonia Music und die Moderatorin Andrea Thilo sowie der Moderator Don Pablo Mulemba.
Die Preise 2024 wurden wie folgt vergeben:
- Kategorie Chancen schaffen: InteGREATer e. V. fördert bundesweit Chancen- und Bildungsgerechtigkeit, indem junge Menschen mit Migrationshintergrund als Vorbilder für Schüler:innen auftreten.
- Kategorie Grenzen überwinden: „UNbekanntes UNbehagen“ der Flüchtlingshilfe Bonn e. V. hat Menschen mit und ohne Fluchthintergrund auf spielerische Weise zusammengebracht.
- Kategorie Leben bewahren: „Leipzig blüht auf“ des Umweltschutzvereins Ökolöwe e. V. setzt sich für den Erhalt der biologischen Vielfalt in Leipzig ein.
- Kategorie Demokratie stärken: Die Dorfbewegung Brandenburg e. V. unterstützt Bürger im ländlichen Raum dabei, ihre Dörfer selbstbestimmt zu gestalten.
- Kategorie Zusammenhalt leben: Die Kieler BrustkrebsSprotten e. V. helfen sich gegenseitig durch die Zeit nach der Diagnose Brustkrebs.
- Publikumspreis: Das Elternnetzwerk gemischte Tüte e. V. aus Düsseldorf bietet Eltern von Kindern mit schweren Erkrankungen oder Behinderungen eine Anlaufstelle mit Austausch und Herz.